# Circuit du Pozzo
Le Circuit du Pozzo (ou Circuito del Pozzo, littéralement « circuit du puits ») était une course automobile italienne de type Grand Prix de Formule libre, organisée par l'Automobile Club Verona durant les années 1920 quatre années de rang, lors de la seconde quinzaine du mois de mars en début de saison sportive automobile, et une dernière fois au début du mois de juin, désormais uniquement pour voitures de sport. 

## Historique
Le circuit routier, triangulaire et allongé au sud-est de la ville, empruntait essentiellement les longues lignes droites des via Palazzina et via Legnago.
Le constructeur Bugatti a remporté toutes les éditions proposées pour cette course, qui compta de 1926 à 1928 au championnal national, et qui fut prisée pour ses vitesses moyennes élevées (tout comme le Circuito di Cremona et le GP de Tripoli, tous deux encore plus rapides).

## Palmarès
| Année | Vainqueur           | Voiture          |
| ----- | ------------------- | ---------------- |
| 1926  | Alessandro Consonno | Bugatti T35      |
| 1927  | Gaspare Bona        | Bugatti Type 35B |
| 1928  | Tazio Nuvolari      | Bugatti Type 35C |
| 1929  | Giovanni Alloatti   | Bugatti          |